# Зем'янська Олча
Зем'янська Олча (словац. Zemianska Olča) — село в окрузі Комарно Нітранського краю Словаччини. Площа села 27,94 км². Станом на 31 грудня 2023 року в селі проживало 2 257 жителів.

## Історія
Перші згадки про село датуються 1247 роком.

## Населення
| Рік:            | 1994. | 2004.   | 2014.   | 2024.   |
| --------------- | ----- | ------- | ------- | ------- |
| Кількість осіб: | 2614  | 2598    | 2362    | 2248    |
| Різниця:        |       | -0,61 % | -9,08 % | -4,82 % |

| Рік:            | 2023. | 2024.   |
| --------------- | ----- | ------- |
| Кількість осіб: | 2257  | 2248    |
| Різниця:        |       | -0,39 % |